# Itame pinetaria
Itame pinetaria är en fjärilsart som beskrevs av Jacob Hübner 1799. Itame pinetaria ingår i släktet Itame och familjen mätare. Inga underarter finns listade i Catalogue of Life.